# 字曲
字曲，是中国长江流域的一条河流，汇入藏曲，属于金沙江水系。河长123千米，流域面积2020平方千米，年均流量24立方米每秒。自然落差1152米。水能理论蕴藏量12万千瓦。